# Pestel (Haïti)
Pour les articles homonymes, voir Pestel.
Pestel est une commune d'Haïti, située dans le département de Grand'Anse, arrondissement de Corail.

## Démographie
La commune est peuplée de 44 659 habitants(recensement par estimation de 2015).

## Administration
La commune est composée de six (6) sections communales :
- 1re section: Bernagousse
- 2e section: Espère
- 3e section: Jean Bellune
- 4e section: Tozia
- 5e: Duchity
- 6e: Les Iles Cayemittes